# Хела (бронепалубен крайцер)
Хела (на немски: SMS Hela) е бронепалубен крайцер на Императорските военноморски сили, един от първите немски бронепалубни крайцери с малка водоизместимост. По същество се явява авизо, какъвто се води в списъците на флота до 1899 г.

## Проектиране
Проектът се развива от бронепалубните авизо тип „Вахт“ (на немски: Wacht). Чуждият аналог на немските авизо са минните крайцери или скаутите. Тези кораби са предназначени за водене на разузнаване и куриерска служба при ескадрите.

## Конструкция

### Корпус
„Хела“ се отличава сред немските крайцери от онова време със солидния размер на тарана, което не е типично за германското корабостроене. Независимо от скромната водоизместимост, мореходността на крайцера се счита за много добра.

### Силова установка
„Хела“ има 2 парни машини с тройно разширение, които са захранвани с пара от шест парни котли локомотивен тип. В хода на модернизация котлите са заменени с осем нови, което изменя и външния вид на кораба. Максималната скорост на крайцера на изпитанията е 20,5 възела. Далечината на плаване е 3000 мили при 12 възела. Запасът на въглища е увеличен от 370 до 412 тона.

### Брониране
Бронирането на крайцера е много слабо. Бронираната палуба дебела само 20 mm в хоризонталната част и на скосовете до 25 mm. Леко бронево прикритие име и бойната рубка.

### Въоръжение
Главен калибър на малкия крайцер са 88 mm оръдия SK L/30. Те стрелят със снаряди, тежащи 7 kg на далечина до 6900 m, с начална скорост 590 m/s. Скорострелността в благоприятни условия съставя до 15 изстрела в минута. Спомагателният калибър е представен от 50-mm оръдия SK L/40. Те стрелят със снаряди от 1,75 kg на далечина до 6200 m. Скорострелността им достига 10 изстрела в минута.

## История на службата
„Хела“ e заложен 1893 г. на стапелите на „Везер“ в Бремен. На вода е спуснат на 28 март 1895 г., а в строй влиза на 3 май 1896 г. В периода 1900 – 1901 г. действа при бреговете на Китай, способствайки за потушаването на въстанието на Ихетуаните. През 1903 – 1906 г. преминава ремонт и модернизация в корабостроителницата на ВМС в Данциг. От 1910 г. се използва като тендер, по-късно става блокшив. От началото на Първата световна война е използван като патрулен кораб. Потопен е от торпедата на британската подводница E-9 на 13 септември 1914 г. близо до остров Хелголанд, но благодарение на своевременно започнатите спасителни работи, почти целият екипаж е спасен от пристигнали на помощ немски кораби. Жертвите са само двама души.

## Оценка на проекта
Независимо от достойнствата на проекта, експлоатацията на „Хела“ показва, че корабът е твърде бавен и слабо въоръжен за водене на разузнаване в интерес на флота.